# Awangarda Krakowska
Awangarda Krakowska – grupa literacka działająca w latach 1922−1927 przy krakowskim czasopiśmie „Zwrotnica”.
W grupie przewodził Tadeusz Peiper, główny teoretyk i twórca programu. O założeniach nowej poezji mówił ogłoszony w 1922 r. przez Peipera manifest „Miasto. Masa. Maszyna”. Awangarda Krakowska była jedynym nowatorskim polskim ruchem artystycznym, który opracował swój program poetycki w szczegółach. Hasło Awangardzistów Krakowskich brzmiało: „Minimum słów, maksimum treści”. Etymologia samego terminu awangarda wskazuje na terminologię wojskową i oznacza „oddział zabezpieczający od czoła główne siły maszerującej armii”. Można zatem wysunąć następujące implikacje, które dotyczą charakteru Awangardy Krakowskiej: bojowość (agresywny rys), ruchliwość oraz zmienność (celem stworzenia nowych form i stylów artystycznych za pomocą: łamania dotychczas praktykowanych stylów i form, sięganie po tematykę zakazaną, wprowadzanie nowych środków wyrazu artystycznego).
Przyszli awangardziści w pierwszych numerach „Zwrotnicy” pisali razem z członkami wyznawców futuryzmu: Tytusem Czyżewskim, Brunonem Jasieńskim, Stanisławem Młodożeńcem, Anatolem Sternem. Tadeusz Peiper swoje założenia zaczął publikować w „Nowej Sztuce”, dopiero w maju 1922 roku wydał pierwszy nr „Zwrotnicy”. Napisał w nim Punkt wyjścia, który przypomina manifesty futurysty-Marinettiego (masa, szybkość, wynalazczość, ścisła konstrukcja, ekonomia środków). Zebrane teksty programowe Tadeusza Peipera zostały wydane w 1930 w zbiorze Tędy.

## Przedstawiciele
- Jan Brzękowski
- Jalu Kurek
- Tadeusz Peiper
- Julian Przyboś
- Adam Ważyk

## Główne założenia oraz program poetycki
- tzw. kult 3 × M („Miasto, Masa, Maszyna”) – kult współczesnej cywilizacji
- artysta jako architekt-budowniczy zdań
- ekwiwalentyzacja uczuć – prezentowanie obrazu będącego ekwiwalentem uczuć
- metafora jako środek wyrażania i tworzenia nowej, poetyckiej rzeczywistości
- zbliżenie rytmu poezji do rytmu prozy
- używanie skrótów myślowych i skondensowanej (spiętrzonej) metafory
- ekonomiczność języka poetyckiego
- zajmowanie się teraźniejszością
- kult nowości
- emocjonalna powściągliwość (antysentymentalizm)
- intelektualna dyscyplina
- precyzyjna budowa wiersza, zwięzłość

### Inne
- ANTYROMANTYZM: poezja awangardzistów nie wypełnia roli wieszczej ani proroczej; poezja nie jest wytworem natchnienia ani innej duchowej siły (często utożsamianej z talentem). Awangarda ceni intelektualną dyscyplinę oraz rygor, a poezja jest wynikiem intelektualnego wysiłku, pracy artysty, który nie jest ucieleśnieniem demiurgicznej siły: jest słowiarzem, a nie wieszczem. Poezja nie powinna zapuszczać się w regiony niedostępne intelektowi (wyobraźnia, sen), rozum powinien kontrolować wyobraźnię poety.

- PREZENTYZM: poezja powinna zająć się opisem teraźniejszości, tym samym przeciwstawia się futuryzmowi. Uprzywilejowanymi tematami były: miasto, masa, maszyna. Pod tym względem – teraźniejszość, nie przeszłość i przyszłość – awangardziści zgadzali się z założeniami skamandrytów. Odrzucili jednak koncepcję talentyzmu. Kultywowali: współczesną (im) cywilizację, mit postępu technicznego, gloryfikacja wielkich aglomeracji miejskich (zbliżony do tuwimowskiego aktywizmu i popędu życiowego).

- ANTYSENTYMENTALIZM: Awangarda to zmierzch uczuć, likwidacja lirycznego ekshibicjonizmu na rzecz emocjonalnej powściągliwości (przeciwieństwo skamandrytów, których poezja charakteryzowała się zbytnią „wylewnością” uczuć i emocji). Bezpośredniości uczuciowego uzewnętrznienia przeciwstawiają: pośredniość, znaki zastępcze, symbole uczuć, pseudonimy i ekwiwalenty: PSEUDONIM zastępuje konkretną nazwę przez parafrazę: zabieg ten nazywamy pseudonimizacja. Awagardzistom chodzi o napięcie, jakie się pojawia pomiędzy rzeczywistą nazwą a parafrazą, stąd wynika emocjonalny stosunek podmiotu do przedmiotu (np. „z muru strzelił krwawy płomyk” – chorągiewka rewolucyjna, „zapach wyszumiałej wiosny” – bez).

- POEZJA: to nie sprawa słownictwa i wynalazczości leksykalnej – chodzi o osiągnięcia w zakresie składni. Nowa poezja to poezja nowej metafory, polegającej na nakładaniu na siebie nowych znaczeń (wypowiedź liryczna nie jest wypowiedzią wprost, lecz metaforyczną).

- KONSTRUKTYWIZM: poezja to budowla wzniesiona z przemyślanych słów. Poezja opanowuje chaos zjawisk – przez to, że świadomie oddaje się dyrektywom logiki (co odrzucili futuryści). Zasada MINIMUM SŁÓW MAKSIMUM SKOJARZEŃ (międzysłowie, sugestia).

- KULTURA: praca twórcza jest organizowaniem natury przez kulturę – stąd hierarchizacja pracy, ładu i dyscyplin. Człowiek świadomie kształci formy swojego bytu, przeciwstawiając się chaosowi i anarchii.

- FORMA: jest nosicielem idei społecznych; SPOŁECZEŃSTWO jest idealnym modelem świata, świata zorganizowanego, harmonijnego i rozumnego, „złożony i perfekcyjny w swym funkcjonowaniu, jak maszyna” (Tadeusz Peiper). PAŃSTWO dla Peipera to stróż i stwórca ładu społecznego, a socjalizm to idea sprawiedliwości społecznej, którą wzmacnia i usprawnia cywilizacja i sztuka.

- SZTUKA: ma odpowiadać nowej wrażliwości człowieka ukształtowanej przez maszynę oraz technikę, ma odpowiadać prawom ekonomii i celowości, ma zostać poddana prawom rygoru (ekonomia słów, nowa metafora).